# Atractus manizalesensis
Atractus manizalesensis este o specie de șerpi din genul Atractus, familia Colubridae, descrisă de Prado 1940. Conform Catalogue of Life specia Atractus manizalesensis nu are subspecii cunoscute.